# Chaunay
Chaunay – miejscowość i gmina we Francji, w regionie Nowa Akwitania, w departamencie Vienne.
Według danych na rok 1990 gminę zamieszkiwały 1174 osoby, a gęstość zaludnienia wynosiła 30 osób/km² (wśród 1467 gmin regionu Poitou-Charentes Chaunay plasuje się na 252. miejscu pod względem liczby ludności, natomiast pod względem powierzchni na miejscu 80.).